# يوزاوا آكيتا
يوزاوا آكيتا (بالإنجليزية: Yuzawa, Akita)‏ هي مدن اليابان تقع في اليابان في أكيتا (محافظة). يقدر عدد سكانها بـ 48,619 نسمة ومساحتها 790.72 كم2 .

## توأمة
ليوزاوا آكيتا اتفاقيات توأمة مع:
- كوشيرو (4 أكتوبر 1963 - )